# Fundição injetada
A fundição injetada consiste em injetar a alta pressão um metal liquido (matéria-prima) dentro de um determinado molde de aço. Para se efetuar esta operação recorre-se a uma máquina específica.
Através deste processo tecnológico, de extrema relevância, obtêm-se peças de elevado rigor geométrico, bom acabamento superficial, alta cadência e baixo custo de produção. Daí este processo ter grande importância para determinadas industrias, como a automobilística, a aeronáutica, a naval, a elétrica, etc.
O processo de fundição injetada é complexo e exige atenção por parte de quem se inicia nesta área.
As matérias-primas utilizadas em fundição injetada são ligas de metais não ferrosos de alumínio — o mais procurado, por suas características e preço —, magnésio, zinco, cobre e chumbo. 